# Wieża Mienszykowa
Wieża Mienszykowa, właściwie cerkiew św. Gabriela Archanioła – prawosławna cerkiew w Moskwie, w dekanacie Objawienia Pańskiego eparchii moskiewskiej miejskiej Rosyjskiego Kościoła Prawosławnego. Wzniesiona w latach 1704–1707 z fundacji Aleksandra Mienszykowa według projektu Iwana Zarudnego. Zabytek architektury barokowej określany jako dzieło przełomowe w architekturze Rosji.

## Historia
Pierwsza cerkiew na miejscu aktualnie istniejącej świątyni została wzniesiona w 1551 z drewna. W 1657 zastąpiono ją murowanym obiektem sakralnym, natomiast w latach 1704–1707 również ten obiekt rozebrano, by zbudować kolejną świątynię. Jej fundatorem był Aleksandr Mienszykow (cerkiew znalazła się na terenie jego majątku), zaś pracami zespołu budowniczych kierował Iwan Zarudny. W momencie ukończenia prac 81-metrowa, zwieńczona iglicą cerkiew była najwyższą budowlą w Moskwie. Z tego też powodu potocznie nazwano ją wieżą Mienszykowa. Świątynia reprezentowała styl barokowy inspirowany architekturą zachodnioeuropejską, w jej projektowaniu, oprócz Zarudnego, brali udział artyści spoza Rosji, tacy jak Domenico Trezzini i Domenico Fontana. Równocześnie jako punkt wyjścia dla budowniczych potraktowano funkcjonujący w architekturze rosyjskiej typ cerkwi „pod dzwony”. Z zewnątrz została bogato ozdobiona dekoracją rzeźbiarską. W cerkwi urządzono trzy ołtarze: główny św. Gabriela Archanioła oraz boczne św. Sergiusza z Radoneża i Wprowadzenia Matki Bożej do Świątyni.
W 1723 wskutek uderzenia pioruna zawaliły się 30-metrowa iglica świątyni oraz najwyższa kondygnacja budynku. W latach 1773–1779 budowlę odremontowano z funduszy wolnomularza G. Izmajłowa, z przeznaczeniem na miejsce spotkań masonów, w skromniejszej postaci, bez górnej kondygnacji i zniszczonych w 1723 elementów. W 1787 obiekt został ponownie udekorowany wewnątrz. Dekoracje te w 1852 zostały usunięte na polecenie metropolity moskiewskiego Filareta, gdyż obecna była w nich symbolika masońska.
W latach 1792–1806 w podwórzu cerkwi św. Gabriela Archanioła wzniesiono cerkiew św. Teodora Stratylatesa, w której odbywały się nabożeństwa w miesiącach jesiennych i zimowych.
Świątynia była czynna do 1923, gdy władze radzieckie zdecydowały o jej zamknięciu. Do lat 30. XX wieku pozostawała czynna cerkiew św. Teodora Stratylatesa. Ponowne otwarcie obu obiektów sakralnych dla celów liturgicznych było możliwe w 1947, gdy cerkiew św. Gabriela Archanioła wybrano na siedzibę oficjalnego przedstawicielstwa Patriarchatu Antiochii przy Patriarchacie Moskiewskim. W latach 60. XX wieku do świątyni wniesiono XIX-wieczny ikonostas ze zburzonej cerkwi Świętych Piotra i Pawła w dawnej słobodzie Prieobrażenskiej. Z kolei ikonostas z cerkwi św. Gabriela Archanioła przekazano cerkwi Zaśnięcia Matki Bożej w Machaczkale.